# Per-Åke Albertsson
Per-Åke Albertsson, född 19 mars 1930 i Skurup, död 16 december 2018 i Lund, var en svensk biokemist och professor. 
Albertsson disputerade 1960 vid Uppsala universitet och var professor i biokemi vid Umeå universitet 1965–1975 och vid Lunds universitet 1975–1995. Han blev 1985 ledamot av Vetenskapsakademien och invaldes 1988 som ledamot av Ingenjörsvetenskapsakademien. Han promoverades till hedersdoktor vid teknisk-naturvetenskapliga fakulteten vid Umeå universitet 2006.
Han var från 1978 gift med Charlotte Erlanson.